# Jurij Kucenko
Jurij Michajlovič Kucenko (in russo Юрий Михайлович Куценко?; trasl. angl.: Yuriy Michaylovich Kutsenko; Tavrovo, 5 marzo 1952 – Belgorod, 22 maggio 2018) è stato un multiplista sovietico.

## Palmarès
| Anno | Manifestazione  | Sede  | Evento    | Risultato | Prestazione | Note |
| ---- | --------------- | ----- | --------- | --------- | ----------- | ---- |
| 1980 | Giochi olimpici | Mosca | Decathlon | Argento   | 8 331 p.    |      |